# عبد العزيز المعجل
عبد العزيز وليد عبد الله المعجل، وزير دولة لشؤون البلدية الكويتي منذ 16 أكتوبر 2022، وزر في حكومة أحمد النواف الثانية بعد إعادة تشكيلها.